# 張春成
徐 春成（チャン・チュンソン、朝鮮語: 장춘성）は、朝鮮民主主義人民共和国の政治家。鉄道相、朝鮮労働党中央委員会委員。

## 経歴
出生地や生年月日などは不明。就任時期は不明であるが、鉄道省副相として朝鮮中央通信の報道に登場している。
2021年1月5日から開催された朝鮮労働党第8次大会で党中央委員会委員に選出され、同年1月17日に開催された最高人民会議第14期第4回会議で鉄道相に任命された。